# Hatanga (rijeka)
Hatanga (rus. Хатанга) je rijeka u Krasnojarskom kraju u Rusiji. 
Nastaje sutokom rijeka Kotuja i Hete. Duga je 227 km, a površina područje joj je 364,000 km². Ulijeva se u Hatanški zaljev, u Laptevskom moru. Postoji više od 112,000 jezera (11.600 km²) u slijevu rijeke.
Rijeka se zaledi u kasnom rujnu ili početkom listopada, a led se otapa početkom lipnja. Njezine glavne pritoke su: Niža rijeka, Bludna rijeka, Popigaj, Nova rijeka i Mala Balahnja. Hatanga vrvi različitim vrstama ribe. Rijeka je plovna. 
Ruski trgovci krzna prvi su došli do Hatange oko 1611. godine.